# Термін дії закінчився (фільм)
Термін дії закінчився (Expired; альтернативна назв Loveland) — австралійський незалежний науково-фантастичний фільм; режисер Айвен Сен. Перший показ відбувся 18 березня 2022 року. Того ж дня фільм став доступним для онлайн-прокату в США.

## Про фільм
Нещодавно найнятий найманець на ім'я Джек починає замислюватися, чому його тіло руйнується таємничим чином. Переслідуваний робототехніками, Джек звертається за допомогою до доктора Бергмана — вченого-відлюдника, який може знайти відповіді щодо його похмурого скрутного становища.

## Знімались
| Актор          | Роль           |
| -------------- | -------------- |
| Раян Квонтен   | Джек           |
| Г'юго Вівінг   | Бергман        |
| Джилліан Нгуєн | Ейпріл         |
| Брук Ніколь Лі | Рецепціоністка |